# Metasequoiamiris
Metasequoiamiris is een geslacht van wantsen uit de familie van de Miridae (Blindwantsen). Het geslacht werd voor het eerst wetenschappelijk beschreven door Schwartz in 1995.

## Soorten
Het genus bevat de volgende soorten:

- Metasequoiamiris carvalhoi Schwartz, 1995
- Metasequoiamiris mediovittatus L.Y. Zheng, 2004
- Metasequoiamiris schwartzi L.Y. Zheng, 2004